# Genetta poensis
Genetta poensis är en däggdjursart som beskrevs av Waterhouse 1838. Genetta poensis ingår i släktet genetter, och familjen viverrider. IUCN kategoriserar arten globalt som otillräckligt studerad. Inga underarter finns listade i Catalogue of Life.
Enligt några avhandlingar är arten identisk med Genetta pardina.
Djuret är bara känt från exemplar som förvaras i museer. Dessa individer köptes främst på marknader eller direkt från jägare. Den senaste observationen skedde 1946. Om arten finns kvar så blir den troligtvis jagad för köttets och pälsens skull.

## Utseende
Arten blir cirka 60,2 cm lång (huvud och bål), har en cirka 41,5 cm lång svans och väger 2 till 2,5 kg. Den korta och något styva pälsen har på ovansidan en gulgrå grundfärg och undersidans grundfärg är ljusare. En mörk längsgående strimma sträcker sig på ryggens topp från axlarna till stjärten. Håren i nacken kan inte resas till en kam. Mörka fläckar på bålens sidor bildar rader eller ibland strimmor när fläckarna är förenade med varandra. Vita fläckar kring ögonen och svarta strimmor på nosen bildar en ansiktsmask. På svansen förekommer mellan breda mörka ringar 4 till 6 smala ljusa ringar. Avståndet mellan de ljusa ringarna blir större mot svansens slut. Genetta poensis har mindre fläckar eller punkter på extremiteternas utsida samt på händer och fötter. Arten har i varje käkhalva 3 framtänder, 1 hörntand, 4 premolarer och 2 molarer.

## Utbredning och ekologi
Detta rovdjur förekommer med flera från varandra skilda populationer i västra Afrika. Den lever bland annat i Liberia, Ghana, Ekvatorialguinea (inklusive Bioko) och Kongo-Brazzaville. Habitatet utgörs troligen av regnskogar.
Det är inget känt om levnadssättet.